# Gau Ost-Hannover
Gau Ost-Hannover – prowincja (Gau) III Rzeszy utworzona w 1925 r. w północno-wschodniej części pruskiej prowincji Hanower, obejmująca rejencje Stade i Lüneburg w ich ówczesnych granicach. Pierwotnie nazywana Prowincją Stade-Lüneburg, została przemianowany na Prowincję Hanower Wschodni 1 października 1928 r. Początkowo prowincja była jedynie regionalnym poddziałem partii nazistowskiej, ale wraz z rosnącym podporządkowaniem całej administracji publicznej wpływom partii nazistowskiej po Machtergreifungu, prowincja od 1933 do 1935 r. coraz bardziej przejmowała funkcje rządu prowincjonalnego i podległego jej Wolnego Państwa Prusy. Jednak po tym, jak niemieckie państwa składowe zostały de facto zniesione w 1935 r., prowincja zastąpiła je w ich obowiązkach. Prowincja Hanower Wschodni – podobnie jak wszystkie struktury partii nazistowskiej – został rozwiązany po klęsce III Rzeszy w 1945 r. W 1946 r. Komisja Kontroli Niemiec – Element Brytyjski (CCG/BE) odtworzyła prowincję Hanower jako kraj związkowy Hanower, a później tego samego roku połączyła się z trzema mniejszymi sąsiadującymi odtworzonymi niemieckimi krajami związkowymi, tworząc nowy kraj związkowy Dolna Saksonia w brytyjskiej strefie okupacyjnej. Gmina Amt Neuhaus została przydzielona do Meklemburgii-Pomorza Przedniego.

## Historia
System (nazistowskich) prowincji został pierwotnie ustanowiony na konferencji partyjnej 22 maja 1926 r. w celu usprawnienia administracji strukturą partyjną. Od 1933 r., po przejęciu władzy przez nazistów (nazistowskie) prowincje coraz częściej zastępowały niemieckie kraje związkowe jako jednostki administracyjne w Niemczech.
Na czele każdego (nazistowskiej) prowincji stał Gauleiter, stanowisko, które stawało się coraz bardziej wpływowe, zwłaszcza po wybuchu II wojny światowej, z niewielką ingerencją z góry. Lokalni Gauleiterzy często zajmowali stanowiska rządowe, jak i partyjne i byli odpowiedzialni między innymi za propagandę i nadzór, a od września 1944 r. także za Volkssturm i obronę prowincji.
Stanowisko Gauleitera w Hanowerze Wschodnim piastował Otto Telschow przez cały okres istnienia prowincji.
Obóz koncentracyjny Bergen-Belsen znajdował się w Prowincji Hanower Wschodni. Obóz został wyzwolony przez armię brytyjską w kwietniu 1945 r., kiedy to zastali pozostałych 60 000 więźniów w stanie głodu i bliskim śmierci, a w obozie znajdowały się niepochowane ciała zmarłych więźniów.

## Podział administracyjny
Prowincja Hanower Wschodni dzieliła się na 16 okręgów:
- Bremervörde
- Burgdorf
- Celle
- Dannenberg
- Elbmündung
- Fallingbostel
- Gifhorn
- Harburg-Land
- Lüneburg – siedziba prowincji
- Osterholz
- Rotenburg
- Soltau
- Stade
- Uelzen
- Verden
- Wesermünde[a]